# 디폴트 (밴드)
디폴트(Default)는 캐나다 브리티시컬럼비아주 밴쿠버 출신 포스트 그런지 밴드이다. 세 장의 정규 음반을 발매하였으며, 미국 핫 100 차트 13위에 오른 싱글 〈Wasting My Time〉으로 잘 알려져 있다.

## 멤버
- 댈러스 스미스(Dallas Smith) - 보컬
- 제러미 호라(Jeremy Hora) - 기타
- 데이브 베네딕트(Dave Benedict) - 베이스
- 대니 크레이그(Danny Craig) - 드럼

## 음반 목록

### 정규 음반
- 《The Fallout》 (2001년)
- 《Elocation》 (2003년)
- 《One Thing Remains》 (2005년)
- 《Comes and Goes》 (2009년)